# Хаузер, Джеральдин
Джеральдин Хаузер (урождённая Моффат; родилась 5 сентября 1939 года) — бывшая британская актриса кино и телевидения, мать продюсеров видеоигр Сэма и Дэна Хаузеров.

## Биография
Джеральдин Моффат (Хаузер) родилась 5 сентября 1939 года Англии, Великобритания.
Начала сниматься в возрасте 25 лет, карьера актрисы составляет 17 лет, снялась в 18 сериалах и 2-ух фильмах. Также занималась озвучкой персонажа компьютерной игры Grand Theft Auto V миссис Филипс (нет в титрах). В основном известна своей ролью в фильме Убить Картера и ролью в британском телесериале Улица коронации.

## Фильмография

### Кино
| Год  |   | Русское название                           | Оригинальное название            | Роль        |
| ---- | - | ------------------------------------------ | -------------------------------- | ----------- |
| 1970 | ф | Мужчина, который имел власть над женщинами | The Man Who Had Power Over Women | Лидия Блейк |
| 1971 | ф | Убрать Картера                             | Get Carter                       | Гленда      |

### Телевидение
- Барон (1966, «Время Убивать») — Кристина Витале
- Простите за выражение (1966, эпизод «Большой отель») — Саманта
- Опасный человек (1966, эпизод «Кто-то может пострадать») — Магда Каллаи
- Адам Адамант жив! (1966) — Благоразумие
- Игроки (1967, эпизод «Читай их и плачь») — Джудит
- Из ниоткуда (1969, эпизод «Маленькая чёрная сумка») — Энджи
- Департамент S (1969, пилотный эпизод «Шесть дней») — Джанет
- Странный отчёт (1969) — Тесса О’нил
- Автомобили Z (1968—1970) — Карен Данн / Кэти Эгертон
- UFO (1970) — Джин Риган
- Сыщики-любители экстра-класса (1971) — Сенька
- Джейсон Кинг (1972) — Клаудия
- Защитники (1973, эпизод «Прощай, Джордж») — Мария Милворт
- Отец Браун (1974) — Элизабет Барнс
- Новые Мстители (1976) — Джо
- Внутри этих стен (1975—1976) — Эйлин Краддли
- Суини (1976) — Шейла Мартин
- Улица Коронации (1973—1980) — Арлин Джонс / Вики

### Игры
- Grand Theft Auto V (2013) — Мисс Филипс (нет в титрах)